# Topio stin omichli
Topio stin omichli (grec: Τοπίο στην ομίχλη, Paisatge a la boira) és una pel·lícula grega de 1988 dirigida per Theo Angelópulos. L'obra va ser seleccionada com l'entrada grega a la Millor Pel·lícula en Llengua Estrangera als Premis Oscar de 1989, però no va ser acceptada com a nominada. Una enquesta de crítics realitzada per Village Voice la va incloure en la llista de les 100 millors pel·lícules del segle xx. La pel·lícula és el tercer lliurament de la Trilogia del silenci de Angelopoulos, després de Taxidi sta Kythira (1984) i O Melissokomos (1986).

## Trama
L'adolescent Voula (Tania Palaiologou) i el seu germà Alexandros (Michalis Zeke), de cinc anys, volen conèixer al seu pare, a qui mai han vist. La seva mare els diu que viu a Alemanya, per la qual cosa Voula i Alexandros un dia abandonen en secret la seva casa per a trobar-lo. Van a l’ estació de trens d'Atenes i intenten viatjar amb un tren exprés a Alemanya, però els treuen del vehicle per no tenir bitllet. Un oficial de policia els porta a un oncle llunyà, qui el convenç que els nens no tenen pare a Alemanya. L'informa que la seva mare els va mentir per a evitar que sabessin la veritat: que tenen pares diferents i són simplement el resultat d’aventures d'una nit. Encara que Voula i Alexandros escolten d'amagat la conversa, encara creuen a la seva mare i pensen que l'oncle està mentint. Quan una tempesta de neu colpeja sobtadament el poble i no se'ls vigila, els dos escapen.
Continuen el seu viatge a peu i finalment es troben amb un jove anomenat Orestis (Stratos Tzortzoglou), l'autobús del qual s'ha avariat. S'ofereix a portar-los amb ell i els nens accepten l'oferta. Orestis és el conductor d'una companyia de teatre ambulant que interpreta una peça sobre la història grega. Recentment, la companyia ha estat lluitant amb la disminució de l'audiència, pel fet que la gent busca distraccions més fàcils
Quan el camí d’Orestis se separa del seu, els nens abandonen la companyia i busquen diferents mitjans de transport a Alemanya. Coneixen a un conductor de camió (Vassilis Kolovos), disposat a portar-los amb ell. Més tard, mentre Alexandros dorm, el conductor viola a Voula i després fuig, commocionat per les seves pròpies accions. Alexandros i Voula aviat arriben a una altra estació de tren, on novament intenten aconseguir transport. Quan veuen al guarda, escapen just a temps abans de ser atrapats. Tornen a trobar-se amb Orestis, que els porta en la seva moto. Mentrestant, la companyia de teatre d’Orestis es dissol i els membres comencen a vendre els seus diversos articles. Orestis porta a Voula i Alexandros a un cafè de platja buit i caminen amb ell per la ribera. De sobte, els nens veuen emergir de la mar una enorme mà de marbre sostinguda per un helicòpter. El dit índex de la mà està trencat.
A causa del seu imminent servei militar, Orestis es veu obligat a vendre la seva motocicleta. Més tard es troba novament amb el comprador en un bar, i es dona a entendre que té relacions sexuals amb ell. Voula està decebuda amb ell, ja que se n'ha enamorat. Els nens prossegueixen el seu viatge. Orestis després els busca i els troba en una secció de carretera deserta i acabada de construir. Pren Voula als seus braços i la consola dient: "La primera vegada, sempre és com si t'estiguessis morint". Després se separen de manera definitiva d’Orestis. En una altra estació de tren, un soldat li dona diners a Voula per a comprar bitllets i els nens aborden novament un tren cap a Alemanya. Surten poc abans del control de passaports a la frontera. La frontera és un riu i usen un petit pot per a creuar-lo. De sobte, els guàrdies fronterers disparen i un arbre comença a emergir de la boira. Quan la boira comença a buidar-se, Voula i Alexandros corren cap a l'arbre i l'abracen.

## Repartiment
- Michalis Zeke - Alexandros
- Tania Palaiologou - Voula
- Stratos Tzortzoglou - Orestis
- Vassilis Kolovos – camioner
- Ilias Logothetis - Gavina
- Michael Giannatos - guardià de l'estació de tren
- Toula Stathopoulou - dona en la comissaria
- Gerasimos Skiadaressis - soldada
- Dimitris Kaberidis - oncle
- Tassos Palatzidis - conductor de tren

## Producció
Angelopoulos va dir que una vegada va llegir en el periòdic sobre dos nens que s'havien embarcat en un viatge a Alemanya per a trobar al seu pare. Va quedar tan impressionat per aquest fort desig de trobar al pare, que li va venir a la ment la idea de produir una pel·lícula sobre aquest tema. Paisaje en la niebla va ser la primera pel·lícula de Angelopoulos que es va comercialitzar als Estats Units, sent distribuïda per New Yorker Films.
Orestis i la seva companyia de teatre itinerant són una referència a la pel·lícula anterior de Angelopoulos O Thíassos (1975).

### Banda sonora
La banda sonora, amb tints de música romàntica i accentuada per l'oboè, va ser composta per Eleni Karaindrou. Karaindrou va dir que els nens impetuosos li recordaven molt a les escapades romàntiques d'èpoques anteriors, raó per la qual volia que la banda sonora contingués rastres de Mendelssohn i Franck. Quan va arribar el moment de triar l'instrument adequat, es va decidir per l'oboè, perquè és romàntic i crida al mateix temps.

## Temes
Angelópulos va dir en una entrevista: 
| « | "De fet, dividiria les sis pel·lícules que he fet des de llavors en dues trilogies separades. Per a mi, Taxidi sta Kythira representa el silenci de la història, O Melissokomos és el silenci de l'amor i Topio stin omichli el silenci de déu. A Topio stin omichli el nen li pregunta a la seva germana en un moment: "Quin és el significat de les fronteres?" En les següents tres pel·lícules, vaig tractar de trobar una resposta a la seva pregunta. To Meteoro Vima Tou Pelargou tracta de les fronteres geogràfiques que separen països i persones. To Vlemma tu Odissea parla de les fronteres, o es podria dir dels límits, de la visió humana. Mia eoniótita ke mia mera analitza els límits entre la vida i la mort”. | » |

La pel·lícula tracta sobre el comiat de la infància i la incertesa del futur: el dit trencat de la mà en la mar indica la falta d'una direcció clara. La destrucció massiva de la naturalesa i la sobreexplotació dels recuros naturals es mostren en imatges inquietants. Es mostra la fragilitat de les relacions humanes, però també la solidaritat entre estranys: basta pensar en l'angelical Orestis o el soldat en l'estació de tren que els dona als nens els diners per als bitllets. Finalment, mostra el canvi en els costums visuals i d'entreteniment (el grup d'actors de l'anterior pel·lícula de Angelopoulo, O thiasos, ha d'abandonar a causa de la falta de resposta de l'audiència), així com el poder determinant de l'acció dels somnis, però també l'anhel per un pare i per saber d'on ve un.
| «                   | “Els dos nens recorren un paisatge cinematogràfic que és com una altra esperança. Vull creure que el cinema salvarà al món. Per a mi, el cinema és el món i el meu viatge. Tracte de trobar algunes petites utopies que em facin admirar” | » |
| — Theo Angelopoulos | |   |

## Recepción
El Lexikon des internationalen Films descriu la pel·lícula com "un joc simbòlic i ambigu amb la imaginació que expressa esperances i decepcions, pors i amenaces amb una intensitat teatral impressionant i veu un raig d'esperança per al futur de la humanitat en la mirada clara i indestructible del nen".
Josef Nagel considera que "Formalment, Topio stin omichli es presenta com una road movie, predominen les estructures temàtiques de conte de fades. […] Els dos nens viuen i experimenten un 'paisatge en la boira' en un sentit real i metafísic [...]. El que genera suaument espurnes resplendents d'esperança humana."
Walter Ruggle considera que "El món a través del qual condueix el viatge sembla lúgubre; la partida de Voula i Alexander definitivament pot entendre's com una fuita. Una vegada i una altra, no obstant això, Angelopoulos permet que brilli la llum d'un altre món imaginatiu, donant lloc a l'esperança que al final del nostre present fosc, sense història i sense rostre, un altre dia pot esperar. Juntament amb Tarkowski, és un dels pocs poetes cinematogràfics que pot abolir la dimensió del temps, en les pel·lícules del qual és possible una fugida temporal a un regne que obeeix a les seves pròpies lleis."
Wolfram Schütte va ressaltar també la percepció de la temporalitat en la pel·lícula: "El temps és el bé més preuat per a la poètica de Theo Angelopoulos. Permet als espectadors i oïdors travessar un espai de fantasia en el qual poden, i fins i tot deuen, formar la seva pròpia imatge de les projeccions de la pel·lícula, mentre "respiren lliurement" amb tots els abordatges emocionals disponibles, enfront de plans generals, seqüències de planificació, Panoràmiques panoràmiques i preses llargues. Són imatges d'un viatge pel món la complexa estructura del qual estètica reclama un segon viatge dins de si mateixes."."

## Premis
| Any  | Premi                                          | Categoria                                                   | Resultat         |
| ---- | ---------------------------------------------- | ----------------------------------------------------------- | ---------------- |
| 1988 | 45a Mostra Internacional de Cinema de Venècia  | Lleó d'Argent                                               | Guanyador        |
| 1988 | 45a Mostra Internacional de Cinema de Venècia  | Premi dels estudiants de la Universitat de Roma La Sapienza | Guanyador        |
| 1988 | 45a Mostra Internacional de Cinema de Venècia  | Premi OCIC                                                  | Guanyador        |
| 1989 | 2ns Premis del Cinema Europeu                  | Millor pel·lícula europea                                   | Guanyador        |
| 1989 | 39è Festival Internacional de Cinema de Berlín | Premi InterFilm                                             | Guanyador        |
| 1990 | Premis Oscar de 1989                           | Millor Pel·lícula en Llengua Estrangera                     | Plantilla:Notnom |